# Gang Wiewióra 2
Gang Wiewióra 2 (ang. The Nut Job 2: Nutty by Nature) – kanadyjsko-koreańsko-amerykański film animowany z 2017 roku.

## Wersja polska
Opracowanie: Master Film

Reżyseria: Artur Kaczmarski

Dialogi: Karolina Kowalska

Dźwięk i montaż: Aneta Michalczyk-Falana

Kierownictwo produkcji: Romuald Cieślak

Zgranie dźwięku: Tomasz Dukszta, Jan Chojnacki

W wersji polskiej udział wzięli:
- Cezary Pazura – Wiewiór
- Agnieszka Warchulska – Andzia
- Sonia Bohosiewicz – Perła
- Zbigniew Konopka – Kasztan
- Dominika Kluźniak – Honorcia
- Marcin Perchuć – My-Szu
- Jakub Wieczorek – Fafik
- Miłogost Reczek – Heniek
- Grzegorz Pawlak – Gienek
- Izabela Dąbrowska – Edzia
- Mirosław Wieprzewski – Kret
- Tomasz Jarosz – Gregu
- Aleksander Sosiński – Myszek
- Igor Borecki – Mały Wiewiór

W pozostałych rolach:
- Wojciech Chorąży
- Artur Janusiak
- Krzysztof Szczepaniak
- Norbert Kaczorowski
- Wojciech Żołądkowicz
- Artur Blanik
- Kuba Chochowski
- Antek Scardina
- Malwina Jachowicz
- Małgorzata Prochera
- Marta Dobecka
- Anna Wodzyńska
- Maksymilian Michasiów
- Maciej Kosmala
- Maksymilian Bogumił
- Sebastian Machalski